# Agoschema goniata
Agoschema goniata är en fjärilsart som beskrevs av W. Warren 1898. Agoschema goniata ingår i släktet Agoschema och familjen mätare. Inga underarter finns listade i Catalogue of Life.